# Bezděkov (Lukavec)
Bezděkov (německy Besdiekau) je malá vesnice, část městyse Lukavec v okrese Pelhřimov. Nachází se asi 1,5 km na severozápad od Lukavce. V roce 2009 zde bylo evidováno 20 adres. V roce 2001 zde trvale žilo 51 obyvatel.
Bezděkov leží v katastrálním území Lukavec u Pacova o výměře 10,65 km2.

## Název
Název se vyvíjel od varianty Bezdiekow (1787). Místní jméno znamenalo Bezděkův (dvůr).